# Ursus ingressus
Ursus ingressus (oso de las cavernas de Gamssulzen) es una especie extinta de la familia Ursidae que vivió en Europa Central durante el Pleistoceno tardío. Lleva el nombre de la cueva Gamssulzen en Austria, donde se encontró el holotipo de esta especie.

## Descripción
Ursus ingressus era un gran oso cavernario con extremidades masivas y voluminosas. Era más grande que Ursus spelaeus. Se estima que pesaba un promedio de 350 a 600 kg (muestra masculina).

## Comportamiento
Algunos estudios han sugerido que el oso de las cavernas de Gamssulzen era herbívoro, vivía de vegetación con poca contribución de hierba. Otros estudios propusieron que Ursus ingressus era un omnívoro, con participación de proteína animal terrestre y más probablemente acuática, que excede la participación de proteína animal en la dieta del oso pardo moderno (Ursus arctos). Sin embargo, también se ha sugerido que los hábitos alimenticios de los osos de las cavernas pueden variar mucho según el medio ambiente. Los cráneos con daño por mordedura de la cueva de Zoolithen en Alemania sugieren que Ursus ingressus entró en conflicto con otros grandes carnívoros del Pleistoceno tardío de Europa como el león de la cueva (Panthera leo spelaea) o la hiena de la cueva (Crocuta crocuta spelaea).

## Distribución y hábitat
Se ha sugerido que el oso de las cavernas de Gamssulzen dominaba a Ursus spelaeus en Europa central y oriental, mientras que esta especie lo superaba en Europa occidental. Hace unos 50,000 años, el oso de las cavernas de Gamssulzen emigró a los Alpes y reemplazó a dos antiguas poblaciones de Ursus spelaeus: Ursus spelaeus eremus y Ursus spelaeus ladinicus. Ursus ingressus se ha encontrado tan al este como los Montes Urales en Rusia y tan al oeste como el Jura de Suabia en Alemania.
Se ha encontrado principalmente en regiones elevadas medias y altas y probablemente se adaptó a ambientes continentales con clima frío y árido.

## Evolución y extinción
Ursus ingressus y Ursus spelaeus evolucionaron de Ursus deningeri y probablemente divergieron entre 173,000 y 414,000, o posiblemente hasta 600,000 años atrás. Algunos estudios aún cuestionan si U. ingressus y U. spelaeus son especies separadas, en cambio las tratan como subespecies de una sola especie.
El oso de las cavernas de Gamssulzen sobrevivió a U. spelaeus durante aproximadamente 1000 a 2000 años, reemplazando localmente a esta especie, pero también se extinguió hace unos 30,000 años, justo antes del Último Máximo Glacial. Todavía se discuten las razones de su extinción, y se sugiere el cambio climático y la caza humana como posibles razones.